# جونگ پوک سیم
جونگ پوک سیم (کره‌ای: 정복심؛ زادهٔ ۳۱ ژوئیهٔ ۱۹۸۵) بازیکن فوتبال اهل کره شمالی است.
وی همچنین در تیم ملی فوتبال زنان کره شمالی بازی کرده‌است.